# HD 8634
HD 8634，又名BD+22 226，SAO 74707、HR 407，是一颗恒星，视星等为6.18，位于銀經132.98，銀緯-38.69，其B1900.0坐标为赤經1h 20m 7.7s，赤緯+22° -38.69′ 28″。